# Observatorio Astronómico Sudafricano
El Observatorio Astronómico Sudafricano (nombre original en inglés: South African Astronomical Observatory; abreviado como SAAO) es el centro nacional de astronomía óptica e infrarroja de Sudáfrica. Fundado en 1972, el observatorio está gestionado por la Fundación de Investigación Nacional de Sudáfrica, y se dedica a la investigación en astronomía y astrofísica. Los telescopios principales están localizados en Sutherland, a 370 kilómetros del antiguo Observatorio de Ciudad del Cabo, donde se encuentra su sede.
Fue fundado como sucesor del histórico Real Observatorio del Cabo de Buena Esperanza, fundado en 1820, y del Observatorio Union de Johannesburgo.
El SAAO mantiene numerosos acuerdos internacionales dedicados a la colaboración científica y tecnológica. Las principales contribuciones instrumentales del Observatorio Astronómico Sudafricano incluyen el desarrollo de un corrector de aberración esférica y el Gran Telescopio Sudafricano (en inglés: Southern African Large Telescope; SALT).
El "Noon Gun" (un cañón histórico situado sobre la colina de Signal Hill, en Ciudad del Cabo), marca el mediodía con un disparo accionado remotamente por la señal horaria del Observatorio.

## Historia

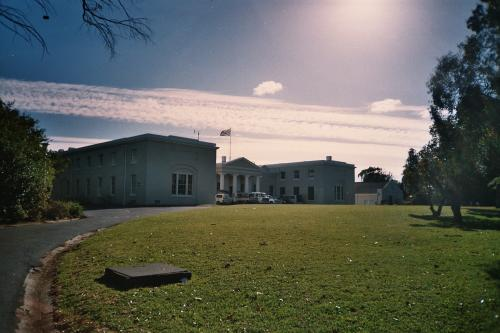
Los edificios del Observatorio Astronómico Sudafricano en Ciudad del Cabo.

La historia del SAAO comenzó con la fundación en 1820 del Real Observatorio del Cabo de Buena Esperanza, la primera institución científica en África. La construcción de los edificios principales fue completada en 1829 con un coste de 30.000 libras (equivalente a unos 2,4 millones en 2017).
El Astrónomo de Su Majestad en el Cabo de Buena Esperanza ha recibido la Medalla Real en dos ocasiones: la primera vez fue otorgada a Thomas Maclear en 1869 por su medición del arco del meridiano en el Cabo de Buena Esperanza; y la segunda se le entregó a David Gill en 1903 por sus investigaciones sobre paralajes solares y estelares, y por su enérgica dirección del Real Observatorio en el Cabo de Buena Esperanza.
El Observatorio Union de Johannesburgo, se fusionó con el mucho más antiguo Real Observatorio del Cabo de Buena Esperanza en enero de 1972, para formar el Observatorio Astronómico Sudafricano. El telescopio Radcliffe del Observatorio fue adquirido en 1974 por el CSIR, que lo trasladó a Sutherland, donde reinició sus trabajos en 1976.
El SAAO fue instituido en enero de 1972, a raíz de un acuerdo de las juntas del Consejo de Investigación Científica e Industrial (CSIR) de Sudáfrica y del Consejo de Investigación de Ingeniería (SERC) del Reino Unido. La sede está localizada en los terrenos del antiguo Observatorio Real, cuyo edificio principal sigue alojando las oficinas, la biblioteca nacional de astronomía y las instalaciones informáticas. Los telescopios históricos también se conservan en la sede, dispuestos en las cúpulas del observatorio y en un pequeño museo que exhibe instrumentos científicos. El Observatorio Astronómico Sudafricano está administrado actualmente como una Instalación Nacional bajo la administración de la Fundación de Investigación Nacional (NRF), anteriormente denominada Fundación para el Desarrollo de la Investigación (FRD). En 1974, cuando se cerró el Observatorio Radcliffe de Pretoria, el Consejo para la Investigación Científica e Industrial (CSIR) adquirió el telescopio Radcliffe (de 1,9 m de diámetro) y lo trasladó a Sutherland.

## Instalaciones
El observatorio opera desde el campus del antiguo Observatorio Real del Cabo de Buena Esperanza, establecido en 1820 en el suburbio del Observatorio (al que dio su nombre) en Ciudad del Cabo.
Las instalaciones de observación más importantes están localizadas cerca de la ciudad de Sutherland, a unos 370 kilómetros de Ciudad del Cabo.

## Telescopios

### Telescopio de 0,50 m
Este reflector de 0,5 metros fue originalmente construido para el Observatorio Union en 1967, pero se trasladó a Sutherland en 1972.

### Telescopio de 0,75 m
Reflector Grubb Parsons de 0,75 metros.

### Telescopio de 1,0 m
Reflector de 1,0 metros, originalmente localizado en el Observatorio Central del SAAO de Ciudad del Cabo, fue desplazado a Sutherland. Este telescopio participa en la red PLANET.

### Telescopio de 1,9 m
El telescopio reflector Radcliffe de 1,9 m fue encargado para el Observatorio Radcliffe de Pretoria, donde estuvo en servicio entre 1948 y 1974. Tras la clausura del observatorio fue trasladado a Sutherland, donde volvió a operar de nuevo en enero de 1976. Entre 1951 y 2004 fue el telescopio más grande de Sudáfrica. El telescopio fue fabricado por Sir Howard Grubb, Parsons & Co.

### Telescopio Alan Cousins (ACT)
Este instrumento de 75 cm fue originalmente denominado Telescopio Fotométrico Automático, pero ha sido rebautizado como Telescopio Alan Cousins en honor del astrónomo Alan Cousins.

### BISON
Uno de seis telescopios en la Birmingham Solar Oscillations Network

### Instalación de Toma de Datos Infrarrojos (IRSF)
El IRSF es un reflector de 140 centímetros equipado con un sensor infrarrojo de tres colores. Fue originalmente construido como parte del proyecto Magellanic Clouds, subvencionado por el Ministerio de Educación, Cultura, Deportes, Ciencia y Tecnología del Japón en 2000.
Otros estudios en los que el telescopio ha participado incluyen:
- El Departamento Espacial de la India utilizó este telescopio para la Encuesta Infrarroja Cercana de las Regiones Nucleares de la Vía Láctea para mejorar los datos de los estudios astronómicos DENIS y 2MASS.[16]

### Red de Telescopios Global del Observatorio Las Cumbres
Tres telescopios de 1 metro forman parte de la red LCOGT, planificada para comenzar a operar a comienzos de 2013.

### MASTER
Parte del Sistema Astronómico Móvil ruso de Telescopios-Robotizados, vio la primera luz en diciembre de 2014. Consta de dos parejas de telescopios de 0,4 metros. En abril de 2015 descubrió el primer cometa de Sudáfrica en 35 años, el C/2015 G2 (MASTER).

### MONET
Uno de los dos telescopios de 1,20 metros de la Red de Control del Proyecto está localizada en Sutherland, y su gemelo se encontrado en el Observatorio McDonald de Texas. El proyecto MONET es un conjunto de telescopios robóticos controlables a través de Internet, construido por la Universidad de Gotinga. Un código informático específico, el Remote Telescope Markup Language, se suele utilizar para controlar los telescopios remotamente.

### Proyecto Solaris
Dos telescopios que forman parte del Proyecto Solaris están localizados en Sutherland. Solaris-1 y Solaris-2, ambos del tipo Ritchey–Chrétien, 0,5m y f/15. Los objetivos de Proyecto Solaris consisten en detectar planetas circumbinarios alrededor de estrellas binarias, caracterizándolas para mejorar los modelos estelares disponibles.

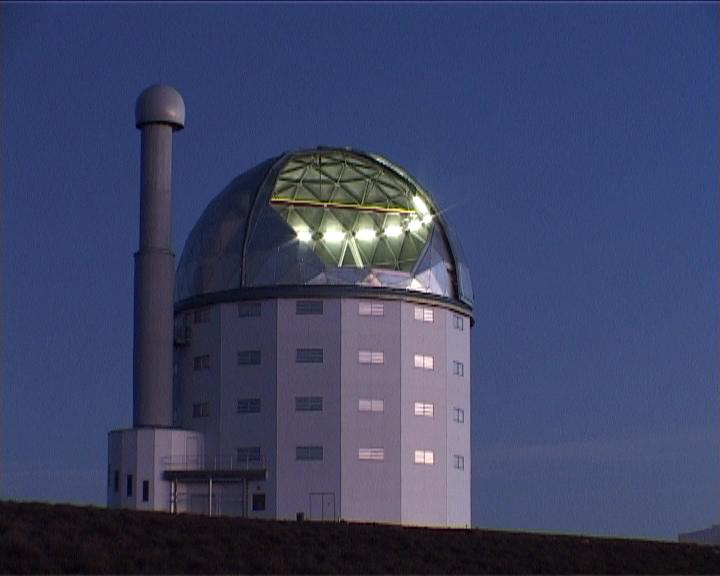
SALT

### Gran Telescopio Sudafricano (SALT)
Código del observatorio: B31
Observaciones: (Objetos Cercanos a la Tierra)
El SALT (por sus siglas en inglés) fue inaugurado en noviembre de 2005. Es el telescopio óptico de un solo espejo más grande del Hemisferio Sur, con una matriz de espejos hexagonal de 11 metros. Comparte numerosas semejanzas con el telescopio Hobby-Eberly (HET) de Texas. El Gran Telescopio Sudafricano reúne veinticinco veces más luz que cualquier otro telescopio africano. Con esta gran matriz de espejos, el SALT puede grabar imágenes de estrellas, galaxias y cuásares distantes.

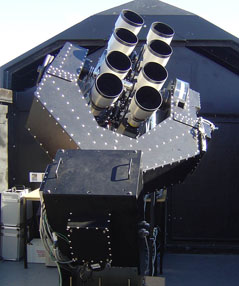
SuperWASP-Sur

### SuperWASP-Sur
La  Wide Angle Search for Planets (Búsqueda Gran Angular de Planetas) consta de dos telescopios robóticos, el localizado en el SAAO de Sutherland y el otro en el Observatorio del Roque de los Muchachos en la isla de La Palma en las Canarias. WASP-17b, el primer exoplaneta conocido con una órbita retrógrada, fue descubierto en 2009 utilizando esta instalación.

### KELT-Sur
KELT-Sur (Kilodegree Extremely Little Telescope – South) es un pequeño telescopio robótico diseñado para detectar el tránsito de planetas extrasolares. El telescopio es propiedad y está operado por la Universidad de Vanderbilt. Su diseño estuvo basado en el del KELT-Norte, concebido en el Departamento de Astronomía de la Universidad Estatal de Ohio. El KELT-Sur servirá como complemento de su gemelo del norte, recorriendo el cielo del sur para detectar tránsitos planetarios en los próximos años.

### TelescopiosYonsei de Investigación Astronómica (YSTAR) - (Dado de baja en 2012)
Código de observatorio: A60
Observaciones: (Objetos Cercanos a la Tierra)
Utilizado para el control de estrellas variables y de otros acontecimientos transitorios. Este telescopio es un proyecto conjunta entre el SAAO y la Universidad Yonsei de Corea.

## Geofísica

### Observatorio Geodinámico Sudafricano de Sutherland (SAGOS)
El GeoForschungsZentrum de Potsdam, en cooperación con la Fundación Nacional de Investigación de Sudáfrica, construyó el SAGOS entre 1998 y 2000. 
SAGOS consta de una estación de GPS permanente, de un gravímetro superconductor, de sensores meteorológicos, y de un triple magnetómetro axial. La estación de GPS es también utilizada como soporte del minisatélite CHAllenging Minisatellite Payload (CHAMP) y de la misión espacial Gravity Recovery and Climate Experiment (GRACIA).

### Estación SUR
La Estación SUR forma parte del Despliegue Internacional del Proyecto de Acelerómetros y de la Red Sismográfica Global de la Unión de Instituciones de Investigación Sismológica.

## Lecturas relacionadas
- Wiehahn, Michelle (febrero de 2002). «Using the SAAO Automatic Photometric Telescope to Study the Long-Term Lightcurves of Cataclysmic Variables». Submitted in partial fulfilment o the requirements for the degree of BSc Honours at the University of Cape Town. University of Cape Town – Department of Astronomy. Archivado desde el original el 21 de agosto de 2011. Consultado el 16 de enero de 2017.